# Kornhult
Kornhult är en ort öster om Hishult i Hishults socken i Laholms kommun.  Orten var fram till 1995 klassad som en småort. Från 2015 till 2020 avgränsades här åter en småort.

## Historia
I gamla dagar var orten känd för sin tillverkning av korgar, stegar, trädgårdsmöbler samt för ett flertal aktiva kvarnar/sågar. Idag finns det fortfarande många företag på orten som handlar med och/ eller tillverkar kvalitetsträdgårdsmöbler. 